# Casa Cristo

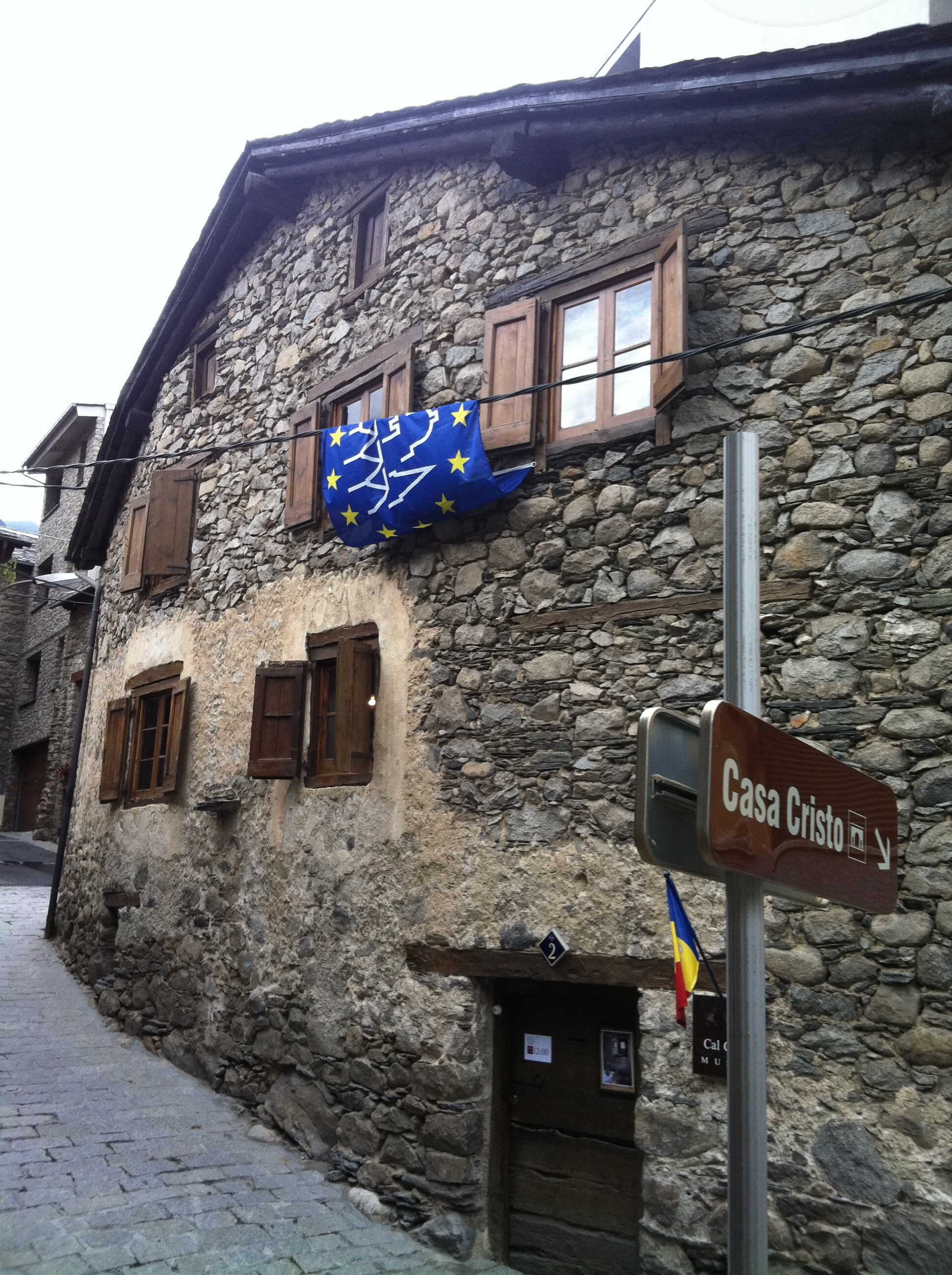
Casa Cristo

Casa Cristo is een huis in de historische kern van Encamp in Andorra. Het staat geregistreerd als monument als onderdeel van het cultureel erfgoed van Andorra.

## Geschiedenis
In documenten wordt in de 18e eeuw voor het eerst over bewoners van het huis gesproken.

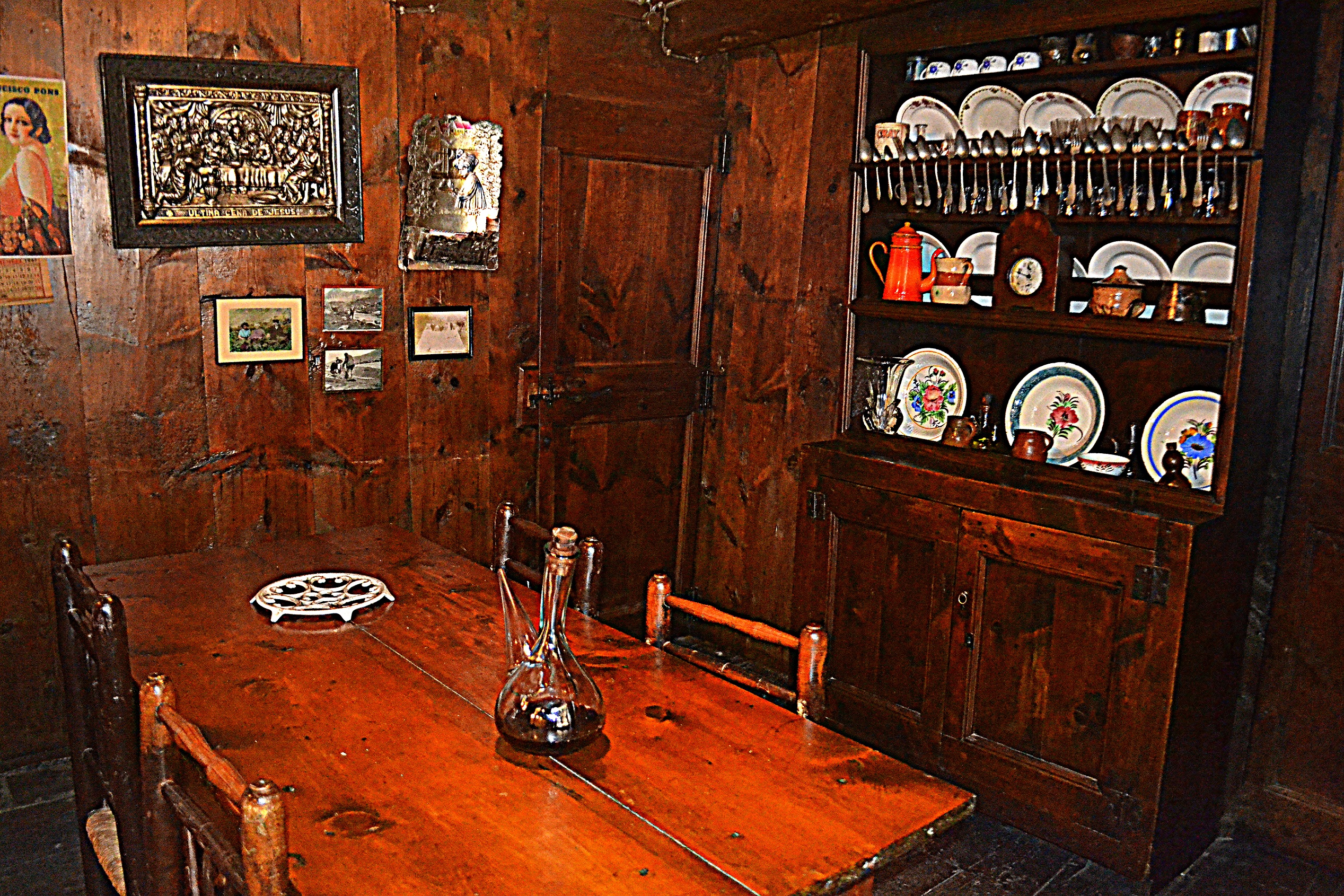
Interieur
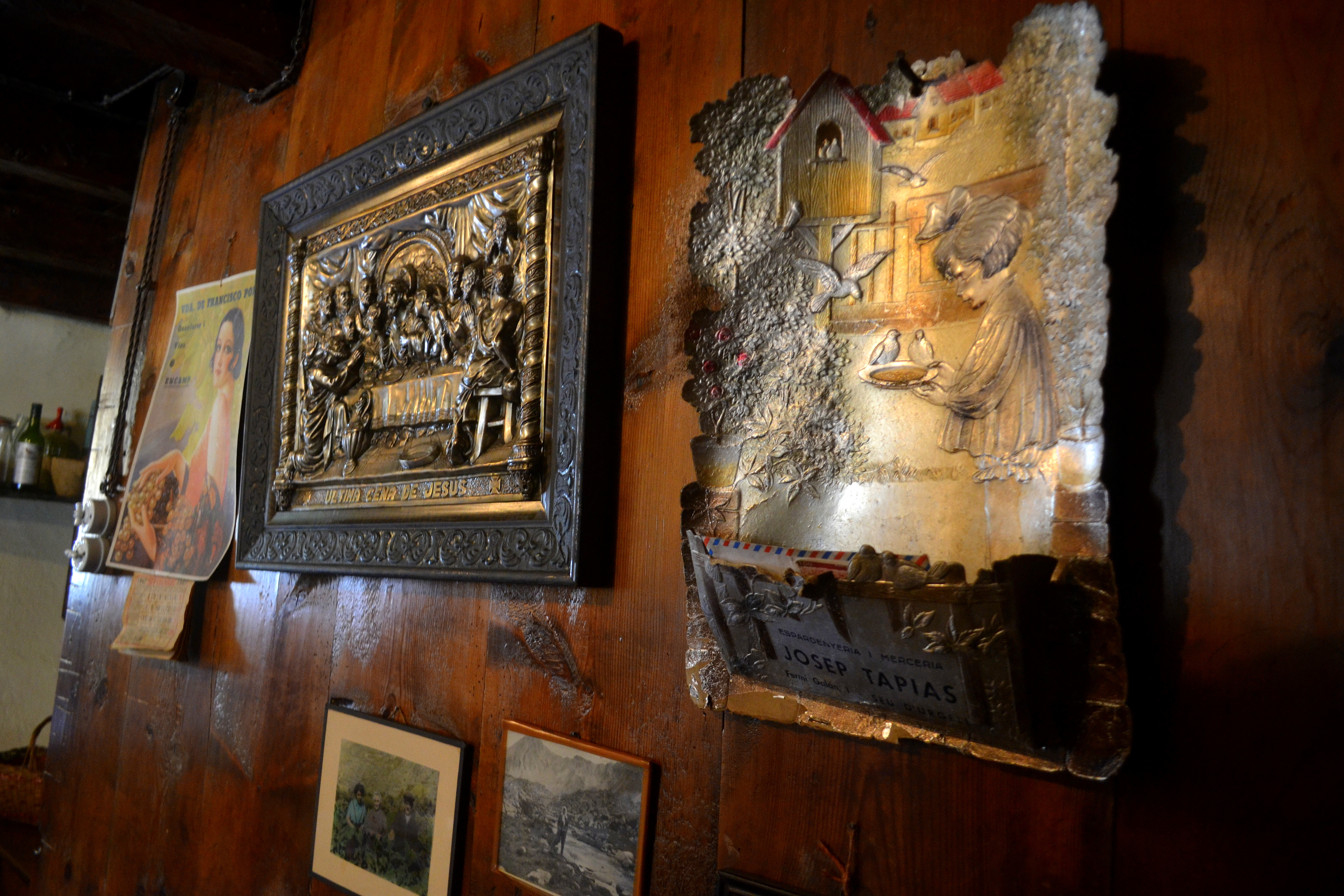
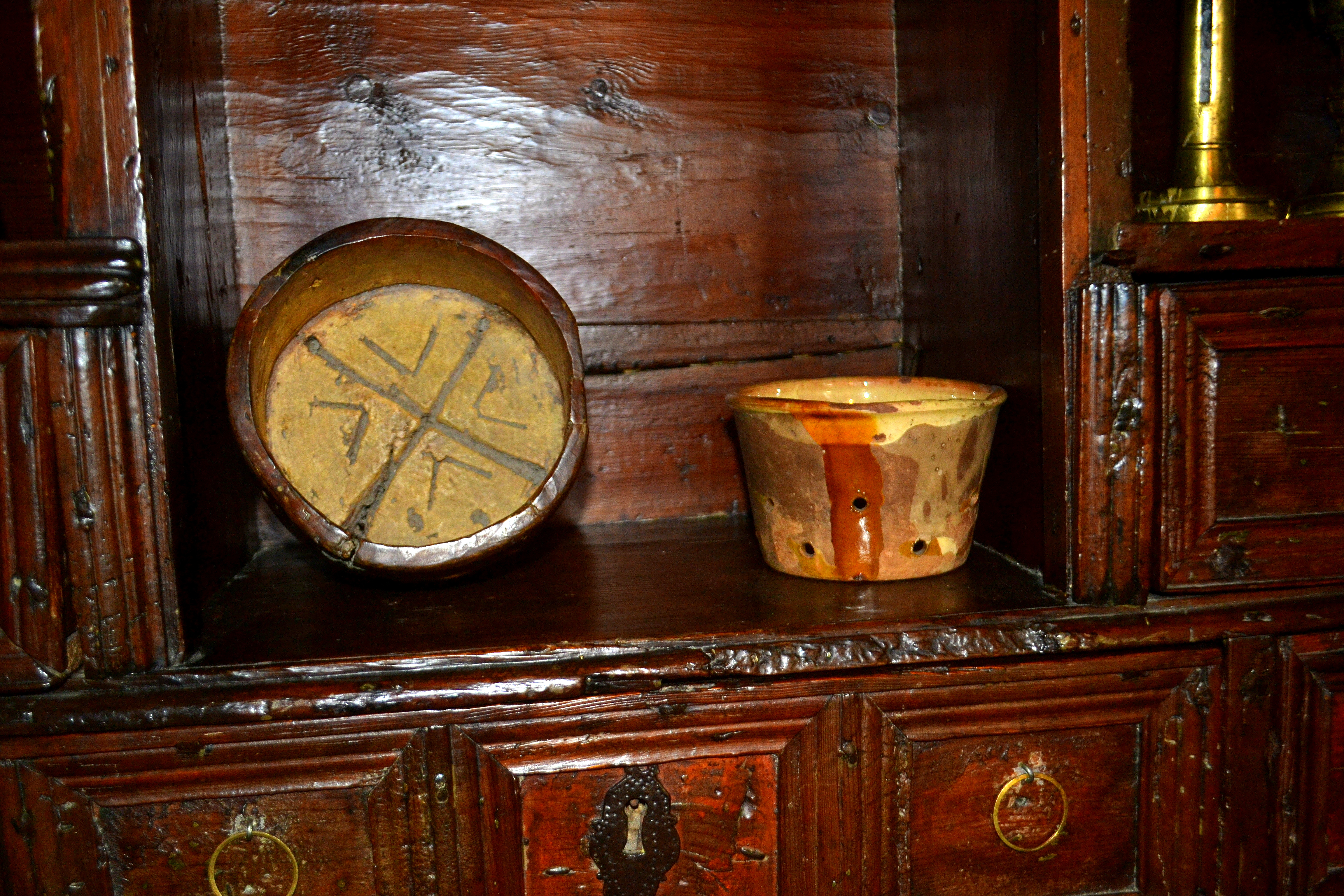
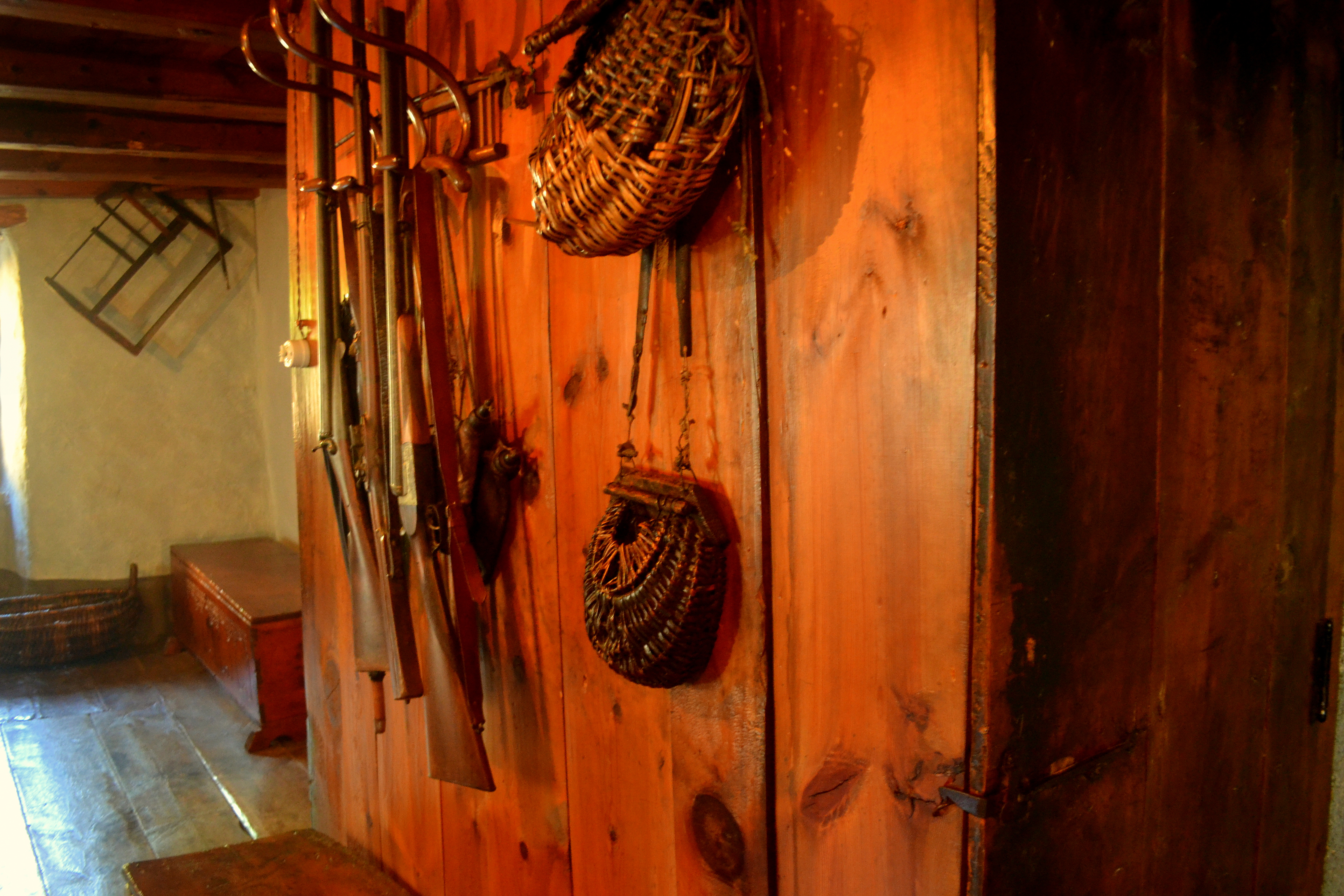